# Tour d'Italie 1951
La 34e édition du Tour d'Italie s'est élancée de Milan le 19 mai 1951 et est arrivée à Milan le 10 juin. Ce Giro a été remporté par l'Italien Fiorenzo Magni.

La course est l'une des épreuves comptant pour le Challenge Desgrange-Colombo.

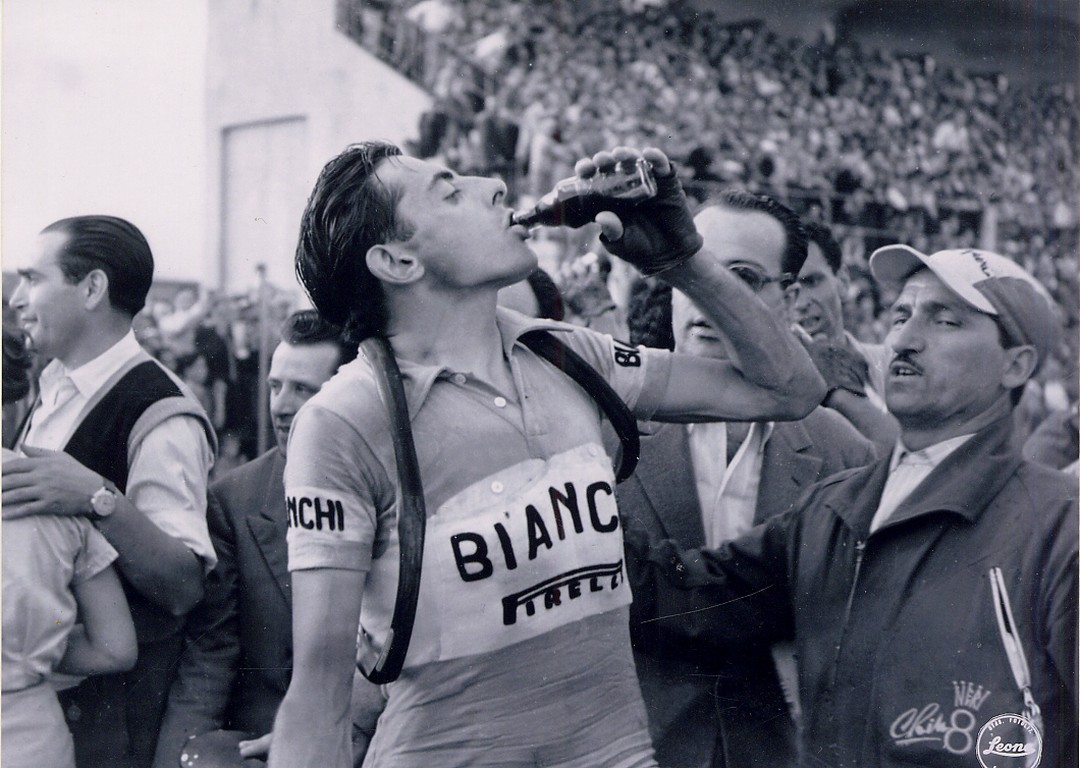
Fausto Coppi qui finira quatrième au général, est ici à l'arrivée de la neuvième étape du Tour d'Italie 1951.

## Équipes participantes
| N.    | Code | Équipe     |
| ----- | ---- | ---------- |
| 1-7   | GAN  | Ganna      |
| 8-14  | BEN  | Benotto    |
| 15-21 | BIA  | Bianchi    |
| 22-28 | FRE  | Frejus     |
| 29-35 | ARB  | Arbos      |
| 36-42 | BOT  | Bottecchia |
| 43-49 | TAU  | Taurea     |

| N.    | Code | Équipe     |
| ----- | ---- | ---------- |
| 50-56 | LEG  | Legnano    |
| 57-63 | ATA  | Atala      |
| 64-70 | BAR  | Bartali    |
| 71-77 | STU  | Stucchi    |
| 78-84 | GUE  | Guerra     |
| 85-91 | WIL  | Wilier     |
| 92-98 | GIR  | Girardengo |

## Classement général
| Classement général final |                   |
| --- | ----------------- |
| \| 1. Fiorenzo Magni \| 121 h 11 min 37 s \| \| 2. Rik Van Steenbergen \| à 1 min 46 s \| \| 3. Ferdi Kübler \| à 2 min 36 s \| \| 4. Fausto Coppi \| à 4 min 04 s \| \| 5. Giancarlo Astrua \| à 4 min 07 s \| \| 6. Hugo Koblet \| à 6 min 05 s \| \| 7. Louison Bobet \| à 9 min 45 s \| \| 8. Arrigo Padovan \| à 14 min 41 s \| \| 9. Vincenzo Rossello \| à 14 min 49 s \| \| 10. Gino Bartali \| à 21 min 12 s \| \| \| \| |                   |
| 1. Fiorenzo Magni | 121 h 11 min 37 s |
| 2. Rik Van Steenbergen | à 1 min 46 s      |
| 3. Ferdi Kübler | à 2 min 36 s      |
| 4. Fausto Coppi | à 4 min 04 s      |
| 5. Giancarlo Astrua | à 4 min 07 s      |
| 6. Hugo Koblet | à 6 min 05 s      |
| 7. Louison Bobet | à 9 min 45 s      |
| 8. Arrigo Padovan | à 14 min 41 s     |
| 9. Vincenzo Rossello | à 14 min 49 s     |
| 10. Gino Bartali | à 21 min 12 s     |
| |                   |

## Étapes
| Étape     | Date     | Villes étapes               | km       | Vainqueur d'étape   | Leader du classement général |
| 1re étape | 19 mai   | Milan – Turin               | 202      | Rik Van Steenbergen | Rik Van Steenbergen          |
| 2e étape  | 20 mai   | Turin - Alassio             | 202      | Antonio Bevilacqua  | Fiorenzo Magni               |
| 3e étape  | 21 mai   | Alassio - Gênes             | 252      | Rodolfo Falzoni     | Fiorenzo Magni               |
| 4e étape  | 22 mai   | Gênes - Florence            | 265      | Guido De Santi      | Fiorenzo Magni               |
| 5e étape  | 23 mai   | Florence - Pérouse          | 192      | Pietro Giudici      | Fritz Schär                  |
| 6e étape  | 25 mai   | Pérouse - Terni             | 81 (clm) | Fausto Coppi        | Fritz Schär                  |
| 7e étape  | 26 mai   | Terni - Rome                | 290      | Angelo Menon        | Rik Van Steenbergen          |
| 8e étape  | 27 mai   | Rome - Naples               | 234      | Luigi Casola        | Fiorenzo Magni               |
| 9e étape  | 28 mai   | Naples - Foggia             | 181      | Giovanni Corrieri   | Fiorenzo Magni               |
| 10e étape | 29 mai   | Foggia - Pescara            | 311      | Giuseppe Minardi    | Fiorenzo Magni               |
| 11e étape | 31 mai   | Pescara - Rimini            | 246      | Serafino Biagioni   | Fiorenzo Magni               |
| 12e étape | 1er juin | Rimini – Saint-Marin        | 24 (clm) | Giancarlo Astrua    | Giancarlo Astrua             |
| 13e étape | 2 juin   | Rimini - Bologne            | 249      | Luciano Maggini     | Rik Van Steenbergen          |
| 14e étape | 3 juin   | Bologne - Brescia           | 220      | Adolfo Leoni        | Rik Van Steenbergen          |
| 15e étape | 4 juin   | Brescia – Venise            | 188      | Rik Van Steenbergen | Rik Van Steenbergen          |
| 16e étape | 5 juin   | Venise - Trieste            | 182      | Luciano Frosini     | Rik Van Steenbergen          |
| 17e étape | 7 juin   | Trieste - Cortina d'Ampezzo | 255      | Louison Bobet       | Rik Van Steenbergen          |
| 18e étape | 8 juin   | Cortina d'Ampezzo - Bolzano | 242      | Fausto Coppi        | Fiorenzo Magni               |
| 19e étape | 9 juin   | Bolzano - Saint-Moritz      | 166      | Hugo Koblet         | Fiorenzo Magni               |
| 20e étape | 10 juin  | Saint-Moritz - Milan        | 172      | Antonio Bevilacqua  | Fiorenzo Magni               |

## Classements annexes
| Classement de la montagne | Louison Bobet   | ... points |
| Deuxième                  | Fausto Coppi    | ... points |
| Troisième                 | Alfredo Pasotti | ... points |

## Liste des coureurs
| Ganna | Benotto | Bianchi |
| - 1 Fiorenzo Magni (Ita) 1e - 2 Nedo Logli (Ita) 44e - 3 Donato Zampini (Ita) 17e - 4 Aldo Bini (Ita) ab - 5 Franco Franchi (Ita) 36e - 6 Franco Fanti (Ita) ab - 7 Serafino Biagioni (Ita) 55e                      | - 8 Antonio Bevilacqua (Ita) 26e - 9 Guido De Santi (Ita) 65e - 10 Umberto Drei (Ita) 47e - 11 Valerio Bonini (Ita) ab - 12 Dante Rivola (Ita) 58e - 13 Bortolo Bof (Ita) 72e - 14 Giovanni Pettinati (Ita) 39e             | - 15 Fausto Coppi (Ita) 4e - 16 Serse Coppi (Ita) 54e - 17 Désiré Keteleer (Bel) 60e - 18 Andrea Carrea (Ita) 31e - 19 Fiorenzo Crippa (Ita) 34e - 20 Ettore Milano (Ita) 29e - 21 Oreste Conte (Ita) 43e                |
| Frejus | Arbos | Bottecchia |
| - 22 Ferdi Kübler (Sui) 3e - 23 Emilio Croci-Torti (Sui) 68e - 24 Silvio Pedroni (Ita) 28e - 25 Armando Barducci (Ita) 30e - 26 Marcello Ciolli (Ita) 53e - 27 Luigi Spotti (Ita) ab - 28 Bruno Pasquini (Ita) 14e   | - 29 Fritz Schär (Sui) ab - 30 Renzo Zanazzi (Ita) ab - 31 Livio Isotti (Ita) ab - 32 Bruno Pontisso (Ita) 15e - 33 Giacomo Zampieri (Ita) 37e - 34 Luciano Frosini (Ita) 56e - 35 Ersilio Dordoni (Ita) 61e                | - 36 Louison Bobet (Fra) 7e - 37 Édouard Muller (Fra) ab - 38 Giulio Bresci (Ita) 13e - 39 Mario Fazio (Ita) 67e - 40 Giovanni Roma (Ita) 41e - 41 Giovanni Pinarello (Ita) 75e - 42 Vittorio Seghezzi (Ita) ab          |
| Taurea | Legnano | Atala |
| - 43 Alfredo Martini (Ita) 20e - 44 Loretto Petrucci (Ita) ab - 45 Giancarlo Astrua (Ita) 5e - 46 Vincenzo Rossello (Ita) 9e - 47 Vittorio Rossello (Ita) 22e - 48 Mario Baroni (Ita) 45e - 49 Orfeo Ponsin (Ita) ab | - 50 Adolfo Leoni (Ita) 62e - 51 Renzo Soldani (Ita) ab - 52 Pasquale Fornara (Ita) 11e - 53 Virgilio Salimbeni (Ita) 18e - 54 Giorgio Albani (Ita) ab - 55 Giuseppe Minardi (Ita) 46e - 56 Tranquillo Scudellaro (Ita) 57e | - 57 Luciano Maggini (Ita) 16e - 58 Luigi Casola (Ita) 52e - 59 Luciano Pezzi (Ita) 23e - 60 Danilo Barozzi (Ita) 32e - 61 Arrigo Padovan (Ita) 8e - 62 Waldemaro Bartolozzi (Ita) 40e - 63 Édouard Fachleitner (Fra) ab |
| Bartali | Stucchi | Guerra |
| - 64 Gino Bartali (Ita) 10e - 65 Giovanni Corrieri (Ita) 59e - 66 Attilio Lambertini (Ita) 63e - 67 Bruno Giannelli (Ita) ab - 68 Mario Gestri (Ita) 64e - 69 Remo Sabatini (Ita) 38e - 70 Marcel Dupont (Bel) ab    | - 71 Jacques Marinelli (Fra) 71e - 72 Pietro Giudici (Ita) 24e - 73 Ugo Fondelli (Ita) 27e - 74 Lido Sartini (Ita) 49e - 75 Sergio Vitali (Ita) 42e - 76 Angelo Menon (Ita) 33e - 77 Cesare Olmi (Ita) 35e                  | - 78 Hugo Koblet (Sui) 6e - 79 Martin Metzger (Sui) 73e - 80 Olimpio Bizzi (Ita) 74e - 81 Dino Rossi (Ita) 19e - 82 Elio Bertocchi (Ita) ab - 83 Renato Barbiero (Ita) ab - 84 Rodolfo Falzoni (Ita) 69e                 |
| Wilier Triestina | Girardengo | |
| - 85 Alfredo Pasotti (Ita) 25e - 86 Rinaldo Moresco (Ita) 21e - 87 Adolfo Grosso (Ita) 48e - 88 Luciano Cremonese (Ita) 70e - 89 Annibale Brasola (Ita) 66e - 90 Elio Brasola (Ita) 12e - 91 Pietro Zappon (Ita) 51e | - 92 Albéric Schotte (Bel) ab - 93 Rik Van Steenbergen (Bel) 2e - 94 Raymond Impanis (Bel) ab - 95 Marcel Kint (Bel) ab - 96 Marcel Hendrickx (Bel) ab - 97 Prosper Depredomme (Bel) ab - 98 Franco Giacchero (Ita) 50e     | |

## Crédit d'auteurs
- (nl) Cet article est partiellement ou en totalité issu de l’article de Wikipédia en néerlandais intitulé « Ronde van Italië 1951 » (voir la liste des auteurs).